# Ernst Vettori
Pour les articles homonymes, voir Vettori.
Ernst Vettori, né le 15 juin 1964 à Hall in Tirol (Tyrol), est un sauteur à ski autrichien. Il est champion olympique sur le petit tremplin en 1992, un an après son titre de champion du monde par équipes.
Il remporte 15 victoires en Coupe du monde et deux fois la Tournée des quatre tremplins.

## Biographie

### Carrière sportive
Membre du club d'Absam, il est entraîné par son père Wilfried, aussi skieur.
Il est déjà en compétition dans la Coupe du monde depuis la saison 1980-1981 (âgé de seize ans), où il s'illustre rapidement avec une deuxième place au concours de Chamonix.
Il devient champion du monde junior en 1982 à Murau en Autriche. Il est appelé aussi pour ses premiers Championnats du monde sénior à Oslo.
En 1984, il obtient sa première sélection pour des jeux olympiques ; il y est 36e au petit tremplin. C'est au mois de décembre de cette année, que Vettori gagne sa première manche de Coupe du monde, sur la Tournée des quatre tremplins à Garmisch-Partenkirchen. Avec une autre victoire à Saint-Moritz, il se hisse au troisième rang du classement général. Aux Championnats du monde à Seefeld, il est deux fois cinquième en individuel, mais décroche la médaille d'argent dans la compétition par  équipes avec Andreas Felder, Armin Kogler et Günther Stranner.
Lors des deux saisons suivantes, il réalise ses meilleures performances générales, terminant deuxième de la Coupe du monde, notamment à seulement 18 points en 1986 derrière la légende Matti Nykänen qui sort des grandes performances cet hiver, et premier à chaque fois de la Tournée des quatre tremplins, où il gagne la manche à Bischofshofen en 1986. 1985-1986 est aussi son hiver le plus prolifique, avec cinq concours remportés, incluant celui de Holmenkollen.
En 1987, il est médaillé de bronze sur le grand tremplin aux Championnats du monde 1987 à Oberstdorf (seul podium individuel aux mondiaux), ainsi que par équipes. Deux ans plus tard, aux Mondiaux de Lahti, il est de nouveau médaillé d'argent par équipes. Cependant, il en baisse de résultats au niveau individuel (une victoire en 1988 et zéro en 1989), du fait de la nouvelle technique en V qu'il prend du temps à adopter au profit de la technique « Däscher » (parallèle). Aux Jeux olympiques de Calgary 1988, il est au-delà du top vingt en individuel et cinquième par équipes. En 1989-1990, il fait son retour sur le devant de la scène, terminant deuxième de la Coupe du monde derrière Ari-Pekka Nikkola.
En 1991, après une deuxième victoire sur tremplin Holmenkollbakken, il reçoit la Médaille Holmenkollen, plus importante récompense du ski nordique. Il a réussi à gagner le titre de champion du monde par équipes à Val di Fiemme avec Heinz Kuttin, Andreas Felder et Stefan Horngacher.
Lors des Jeux olympiques d'hiver de 1992, il remporte le titre au petit tremplin, grâce notamment au meilleur deuxième saut (87,5 mètres), devant son compatriote Martin Höllwarth (17 ans) et la médaille d'argent à l'épreuve par équipes. Au mois de mars, il enlève la quinzième et ultime victoire de sa carrière en Coupe du monde à Falun.
Aux Championnats du monde 1993, il gagne son ultime médaille internationale avec le bronze par équipes. Il se retire en 1994 après une autre saison de déclin dans la hiérarchie.

### Autres activités
Entre 1995 et 1999, il a un rôle de commentateur sur Eurosport.
Il est ensuite recruté par l'Association autrichienne de ski et devient le directeur de la section saut à ski et combiné nordique en 2010.

### Vie privée
Il s'est marié avec la skieuse alpine Sieglinde Winkler.

## Palmarès

### Jeux olympiques
| Épreuve / Édition | Sarajevo 1984 | Calgary 1988 | Albertville 1992 |
| Petit tremplin    | 36e           | 24e          | Or               |
| Grand tremplin    |               | 28e          | 15e              |
| Par équipes       |               | 5e           | Argent           |

### Championnats du monde
| Épreuve / Édition | Oslo 1982 | Engelberg 1984 | Seefeld 1985 | Oberstdorf 1987 | Lahti 1989 | Val di Fiemme 1991 | Falun 1993 |
| Petit tremplin    | 24e       |                | 5e           | 10e             | 41e        | 10e                | 11e        |
| Grand tremplin    |           |                | 5e           | Bronze          | 14e        | 8e                 |            |
| Par équipes       |           | 4e             | Argent       | Bronze          | 6e         | Or                 | Bronze     |

### Championnats du monde de vol à ski
| Épreuve / Édition | Planica 1985 | Vikersund 1990 |
| Individuel        | 20e          | 17e            |

### Coupe du monde
- Meilleur classement général : 2e en 1986, 1987 et 1990.
- Vainqueur de la Tournée des quatre tremplins 1985-1986 et 1986-1987.
- 54 podiums individuels : 15 victoires, 18 deuxièmes places et 21 troisièmes places.
- 2 victoires par équipes.

#### Liste des victoires
| Année | Lieu |
| 1985  | Oberstdorf (Allemagne), St-Moritz (Suisse)                                                                |
| 1986  | Bischofshofen (Autriche), Oberwiesenthal (Allemagne), Gstaad (Suisse), Oslo (Norvège), Planica (Slovénie) |
| 1987  | Lake Placid (États-Unis), Oberwiesenthal (Allemagne)                                                      |
| 1988  | Gallio (Italie)                                                                                           |
| 1990  | Lake Placid (États-Unis), Sapporo (Japon)                                                                 |
| 1991  | Oslo (Norvège)                                                                                            |
| 1992  | Thunder Bay (Canada), Falun (Suède)                                                                       |

#### Classements généraux
| Compétition/Année | Compétition/Année | Coupe du monde | Coupe du monde |
| ----------------- | ----------------- | -------------- | -------------- |
| Compétition/Année | Compétition/Année | Class.         | Points         |
| 1981              | 1981              | 26e            | 30             |
| 1982              | 1982              | 24e            | 41             |
| 1983              | 1983              | 13e            | 86             |
| 1984              | 1984              | 18e            | 45             |
| 1985              | 1985              | 3e             | 176            |
| 1986              | 1986              | 2e             | 232            |
| 1987              | 1987              | 2e             | 192            |
| 1988              | 1988              | 5e             | 114            |
| 1989              | 1989              | 8e             | 125            |
| 1990              | 1990              | 2e             | 239            |
| 1991              | 1991              | 9e             | 139            |
| 1992              | 1992              | 4e             | 105            |
| 1993              | 1993              | 23e            | 30             |
| 1994              | 1994              | 39e            | 81             |

### Championnats du monde junior
- Médaille d'argent en 1981.
- Médaille d'or en 1982.